# Bernardino Piñera Carvallo
Manuel José Bernardino Piñera Carvallo (* 22. September 1915 in Paris; † 21. Juni 2020 in Santiago de Chile) war ein chilenischer Geistlicher und römisch-katholischer Erzbischof von La Serena.

## Leben
Bernardino Piñera wurde in Paris geboren und besuchte das Lycée Janson de Sailly. 1932 kehrte die Familie nach Chile zurück und Bernardino Piñera studierte zunächst Medizin an der Päpstlichen Katholischen Universität von Chile und spezialisierte sich später in den USA auf Physiologie. Zurück in Chile wurde er 1941 an der Katholischen Universität von Chile angestellt, trat aber kurz darauf in das Priesterseminar in Santiago de Chile ein und studierte Philosophie und Theologie. Am 5. April 1947 spendete ihm José María Kardinal Caro Rodríguez die Priesterweihe für das Erzbistum Santiago de Chile. Er war Berater der Katholischen Aktion, wo er unter anderem mit Pater Alberto Hurtado zusammenarbeitete, und geistlicher Beirat des nationalen Verbandes der weiblichen Jugend. Zwischen 1950 und 1953 war er Vizerektor der Päpstlichen Katholischen Universität von Chile.
Papst Pius XII. ernannte ihn am 11. Februar 1958 zum Weihbischof in Talca und zum Titularbischof von Prusias ad Hypium. Der Bischof von Talca, Manuel Larraín Errázuriz, spendete ihm am 27. April desselben Jahres die Bischofsweihe; Mitkonsekratoren waren Pio Alberto Fariña Fariña, Weihbischof in Santiago de Chile, und Emilio Tagle Covarrubias, Erzbischof von Santiago de Chile. 
Papst Johannes XXIII. ernannte ihn am 10. Dezember 1960 zum Bischof von Temuco. Die Amtseinführung fand am 7. Januar des nächsten Jahres statt. Von 1962 bis 1965 nahm er als Konzilsvater an allen vier Sitzungsperioden des Zweiten Vatikanischen Konzils teil und in Folge an der II. und III. Lateinamerikanischen Bischofskonferenz (CELAM) 1968 in Medellín und 1979 in Puebla.
Er trat am 28. Dezember 1977 als Bischof von Temuco zurück, um Generalsekretär der chilenischen Bischofskonferenz zu werden. Am 1. Juli 1983 ernannte ihn Papst Johannes Paul II. zum Erzbischof von La Serena. Von 1983 bis 1988 war er Präsident der chilenischen Bischofskonferenz. Er hatte mehrere Ämter innerhalb des Lateinamerikanischen Bischofsrates CELAM inne. Am 29. September 1990 nahm Papst Johannes Paul II. das altersbedingte Rücktrittsgesuch von Bernardino Piñera an; er zog sich zurück in das Alameda-Kloster der Franziskaner. Er veröffentlichte mehrere Werke und Aufsätze, darunter die bekannten Bücher „El Reencantamiento de la Vida“ und „La Oferta de la Fe“. Er engagierte sich in der chilenischen Akademie der Wissenschaften.
Im August 2019 wurde bekannt, dass der Vatikan gegen Piñera Carvallo Vorermittlungen wegen eines rund 50 Jahre zurückliegenden Falles sexuellen Missbrauchs an einem Minderjährigen aufgenommen habe. In einer Stellungnahme bestritt er die gegen ihn erhobenen Vorwürfe.
Bernardino Piñera starb am 21. Juni 2020 in Santiago de Chile im Alter von 104 Jahren. Nach Angaben der Familie war er an einer COVID-19-Erkrankung gestorben. Seit dem Tod von Peter Leo Gerety am 20. September 2016 war er der älteste lebende katholische Bischof weltweit. Seit dem Tod von José de Jesús Kardinal Pimiento Rodriguez am 3. September 2019 war er auch der nach Weihedatum dienstälteste katholische Bischof. Er war ein Onkel des ehemaligen chilenischen Staatspräsidenten Sebastián Piñera und des ehemaligen Innenministers Andrés Chadwick.